# Blood Orange (film)
Pour les articles homonymes, voir Blood Orange.
Pour plus de détails, voir Fiche technique et Distribution.
Blood Orange est un film britannique réalisé par Terence Fisher, sorti en 1953.

## Synopsis
Un détective privé continue son enquête sur un vol de bijoux après qu'un mannequin a été assassiné alors qu'elle détenait des informations pour lui.

## Fiche technique
- Titre original : Blood Orange
- Titre américain : Three Stops to Murder
- Réalisation : Terence Fisher
- Scénario : Jan Read
- Direction artistique : J. Helder Wills
- Costumes : Molly Arbuthnot
- Photographie : Walter J. Harvey
- Son : William Salter, George Burgess
- Montage : Maurice Rootes
- Musique : Ivor Slaney
- Production : Michael Carreras
- Société de production : Hammer Film Productions
- Société de distribution : Exclusive Films
- Pays d'origine :  Royaume-Uni
- Langue originale : anglais
- Format : Noir et blanc  — 35 mm — 1,37:1 — son mono
- Genre : Film policier
- Durée : 76 minutes
- Dates de sortie : Royaume-Uni : octobre 1953

## Distribution
- Tom Conway : Tom Conway
- Mila Parély : Helen Pascal
- Naomi Chance : Gina
- Eric Pohlmann : Mercedes
- Andrew Osborn : capitaine Simpson
- Richard Wattis : MacLeod
- Margaret Halstan : Lady Marchant
- Eileen Way : Fernande
- Delphi Lawrence : Chelsea
- Thomas Heathcote : sergent Jessop
- Michael Ripper : Eddie
- Betty Cooper : Miss Betty
- Alan Rolfe : un inspecteur
- Roger Delgado : Marlowe
- Reed DeRoven : Heath
- Christine Forrest : une blonde
- Ann Hanslip : Jane, un mannequin